# Gustav Wilhelm Struckmann
Gustav Wilhelm Struckmann (* 31. Oktober 1796 in Osnabrück; † 12. März 1840 ebenda) war ein deutscher Jurist und Autor.

## Familie
Gustav  Struckmann wurde als Sohn des Sekretär des Magistrats Johann Gerdt Struckmann († 15. März 1831) geboren, seine Mutter verstarb 1836. Er war der dritte von vier Söhnen, seine Schwestern waren Anna Margarete Louise Struckmann (* 31. März 1792; † 29. Juli 1865) und Margareta Elisabeth. 
Am 3. Juni 1828 heiratete er Sophie Johanna Charlotte Weber (* 19. Mai 1806 in Nordhorn; † 27. Juni 1866 in Osnabrück) und wurde Vater von drei Söhnen und einer Tochter:
- Gustav Struckmann, Oberbürgermeister von Hildesheim;
- Johannes Struckmann, Jurist und Reichstagsabgeordneter[5];
- Hermann Struckmann, Jurist und beteiligt an der Kodifikation des Bürgerlichen Gesetzbuches[6];
- Dorothea Elisabeth Struckmann (* 19. April 1835 in Osnabrück; † 19. April 1870 in Suzemin)[7]

## Leben
Er besuchte das Ratsgymnasium Osnabrück und begann Ostern 1814 ein Studium der Rechtswissenschaften und der Kunstgeschichte an der Universität Göttingen. Im Frühjahr 1818 kehrte er nach Osnabrück zurück und wurde nach der ersten juristischen Staatsprüfung als Auditor in die Justizkanzlei aufgenommen. 
Im Herbst 1818 trat er mit Freunden, u. a. mit Johann Friedrich Böhmer, eine Reise nach Italien an und reiste über die Schweiz zuerst nach Rom. Dort blieb er längere Zeit und reiste dann weiter nach Neapel. Im Spätsommer 1819 kehrte er zurück nach Osnabrück. Von dieser Reise brachte er Ergänzungen zur Kupferstichsammlung seines Großvaters, des Kaufmanns Johann David Struckmann (1721–1784), mit.
1821 bestand er die zweite juristische Staatsprüfung beim Oberappellationsgericht Celle und wurde anschließend als Assessor in der Kanzlei in Osnabrück aufgenommen. 1822 wurde er wirklicher Justizrat am Gericht in Osnabrück. 1837 wurde er zum Dr. h. c. ernannt sowie zum Kirchenrat an St. Katharinen in Osnabrück erwählt. Seit 1837 war Gustav Wilhelm Struckmann Mitglied der Armenkommission. Er war ferner Mitglied im 1832 gegründeten Kunstverein Hannover.
Ab 1826 verfasste er bis 1835 für die Juristische Zeitung für das Königreich Hannover 20 Beiträge zur Kenntnis des osnabrückschen Eigentumsrechts. 1836 schrieb er einige Arbeiten zu Rechtsfälle aus dem Gebiet des osnabrückschen Eigentumsrechts. 
Das Grab von Gustav Stuckmann befindet sich auf dem Johannisfriedhof in Osnabrück.

## Werke (Auswahl)
- Practische Beiträge zur Kenntniß des Osnabrückischen Eigenthumsrechtes. Lüneburg Herold und Wahlstab 1833.
- Rechtsfälle aus dem Gebiete des Osnabrückischen Eigenthums-Rechts. Lüneburg : Herold und Wahlstab, 1836.
- Sammlung der gemeinen Bescheide, Ausschreiben und sonstigen allgemeinen Verfügungen der Kön. Justizcanzlei zu Osnabrück. Osnabrück, 1839.
- Briefe von der Reise nach Italien: 1818–1819. 1931.